# Eccellenza Veneto 2024-2025
Il campionato italiano di calcio di Eccellenza regionale 2024-2025 è il trentaquattresimo organizzato in Italia. Rappresenta il quinto livello del calcio italiano.

## Stagione
Nella scorsa stagione di serie D, non è retrocessa nessuna squadra veneta. Quindi gli otto posti rimasti dalla scorsa stagione di Eccellenza veneto, ovvero i posti lasciati dalle due promosse e dalle sei retrocesse, vanno tutti appannaggio di squadre promosse dei quattro gironi di Promozione Veneto 2023-2024: le vincitrici Chiampo, Oppeano, Pozzonovo e Julia Sagittaria, la vincitrice del Torneo Regionale Veneto 2023-2024 Limena e tre vincenti dei play-off Marosticense, Arcella Padova e Borgo Valpolicella. Da segnalare, lo spostamento dell'Union Eurocassola nel girone B.
Le squadre vincitrici dei due gironi accedono direttamente alla Serie D, le squadre classificate dalla seconda alla quinta posizione in classifica si scontrano in gare di play-off e la vincitrice accede agli spareggi nazionali contro le squadre di Eccellenza delle altre regioni. Le squadre posizionate nelle ultime due posizioni in classifica di ciascun girone retrocedono nel campionato di Promozione insieme ad altre 2 per ogni girone decretate dai play-out.

## Girone A

### Squadre partecipanti
| Club                        | Città                              | Stadio                            | Stagione precedente                |
| --------------------------- | ---------------------------------- | --------------------------------- | ---------------------------------- |
| Albignasego                 | Albignasego (PD)                   | Stadio "Massimo Montagna"         | 10º posto in Eccellenza/A          |
| Ambrosiana                  | Sant'Ambrogio di Valpolicella (VR) | Stadio "Italo e Giuseppe Bombana" | 7º posto in Eccellenza/A           |
| Arcella Padova A.S.D.       | Padova (Arcella)                   | Stadio "Ludovico Bressan"         | 2º posto in Promozione/C, promossa |
| Chiampo A.S.D.              | Chiampo (VI)                       | Stadio comunale                   | 1º posto in Promozione/B, promosso |
| Limena A.S.D.               | Limena (PD)                        | Stadio Comunale                   | 5º posto in Promozione/C, promosso |
| Longare Castegnero          | Longare e Castegnero (VI)          | Stadio Comunale                   | 12º posto in Eccellenza/A          |
| Mestrinorubano F.C.         | Mestrino (PD)                      | Stadio "Francesco Bertocco"       | 3º posto in Eccellenza/A           |
| Montorio F.C.S.S.D.A.R.L.   | Verona (Montorio)                  | Stadio Comunale                   | 5º Posto in Eccellenza/A           |
| Mozzecane Calcio            | Mozzecane (VR)                     | Stadio "Nereo Faccioli"           | 8º posto in Eccellenza/A           |
| Oppeano A.C.D.              | Oppeano (VR)                       | Centro sportivo "Le Fratte"       | 1º posto in Promozione/A, promosso |
| Porto Viro Calcio           | Porto Viro (RO)                    | Stadio Comunale                   | 4º posto in Eccellenza/A           |
| Pozzonovo Calcio 1963       | Pozzonovo (PD)                     | Stadio comunale                   | 1º posto in Promozione/C, promosso |
| Real Valpolicella           | Marano di Valpolicella (VR)        | Stadio Comunale (Valgatara)       | 11º posto in Eccellenza/A          |
| Calcio Schio                | Schio (VI)                         | Stadio "Ivano de Rigo"            | 9º posto in Eccellenza/A           |
| Unione La Rocca Altavilla   | Altavilla Vicentina (VI)           | Stadio "Paolo Rossi"              | 2º posto in Eccellenza/A           |
| A.S.D. Villafranca Veronese | Villafranca di Verona (VR)         | Stadio Comunale                   | 6º posto in Eccellenza/A           |

### Classifica
Aggiornata al 13 aprile 2025
|  | Pos. | Squadra                   | Pt | G  | V  | N  | P  | GF | GS | DR  |
|  | ---- | ------------------------- | -- | -- | -- | -- | -- | -- | -- | --- |
|  | 1.   | Unione La Rocca Altavilla | 65 | 30 | 19 | 8  | 3  | 57 | 20 | 37  |
|  | 2.   | Arcella Padova            | 53 | 30 | 16 | 5  | 9  | 43 | 28 | 15  |
|  | 3.   | Villafranca Veronese      | 46 | 30 | 12 | 10 | 8  | 35 | 32 | 3   |
|  | 4.   | Mozzecane                 | 46 | 30 | 13 | 7  | 10 | 38 | 39 | -1  |
|  | 5.   | Limena                    | 43 | 30 | 11 | 10 | 9  | 38 | 36 | 2   |
|  | 6.   | Mestrinorubano            | 42 | 30 | 11 | 9  | 10 | 38 | 39 | -1  |
|  | 7.   | Pozzonovo                 | 41 | 30 | 11 | 8  | 11 | 26 | 27 | -1  |
|  | 8.   | Schio                     | 40 | 30 | 12 | 4  | 14 | 35 | 35 | 0   |
|  | 9.   | Oppeano                   | 40 | 30 | 11 | 7  | 12 | 26 | 35 | -9  |
|  | 10.  | Ambrosiana                | 38 | 30 | 10 | 8  | 12 | 36 | 38 | -2  |
|  | 11.  | Montorio                  | 38 | 30 | 11 | 5  | 14 | 40 | 37 | 3   |
|  | 12.  | Longare Castegnero        | 36 | 30 | 9  | 9  | 12 | 31 | 42 | -11 |
|  | 13.  | Real Valpolicella         | 34 | 30 | 8  | 10 | 12 | 29 | 40 | -11 |
|  | 14.  | Porto Viro                | 33 | 30 | 9  | 6  | 15 | 25 | 35 | -10 |
|  | 15.  | Chiampo                   | 33 | 30 | 8  | 9  | 13 | 29 | 32 |     |
|  | 16.  | Albignasego               | 30 | 30 | 7  | 9  | 14 | 32 | 43 | -11 |

Legenda:
       Promosso in Serie D 2025-2026.
       ammesso agli spareggi nazionali.
 ammesso ai play-off o ai play-out.
       Retrocesso in Promozione 2025-2026.
Regolamento:
Tre punti a vittoria, uno a pareggio, zero a sconfitta.
In caso di arrivo di due o più squadre a pari punti, la graduatoria verrà stilata secondo la classifica avulsa tra le squadre interessate che prevede, in ordine, i seguenti criteri:
- Punti negli scontri diretti.
- Differenza reti negli scontri diretti.
- Differenza reti generale.
- Reti realizzate in generale.
- Sorteggio.

### Risultati

#### Tabellone
|                           | Alb  | Amb  | Arc  | Chi  | Lim  | Lon  | Mes  | Mon  | Moz  | Opp  | PVi  | Poz  | RVa  | Sch  | ULA  | Vil  |
| ------------------------- | ---- | ---- | ---- | ---- | ---- | ---- | ---- | ---- | ---- | ---- | ---- | ---- | ---- | ---- | ---- | ---- |
| Albignasego Calcio        | –––– | 0-1  | 0-1  | 0-0  | 2-0  | 0-1  | 0-1  | 3-2  | 0-0  | 0-1  | 0-1  | 1-4  | 1-1  | 2-2  | 1-3  | 2-0  |
| Ambrosiana                | 1-0  | –––– | 0-1  | 2-2  | 2-2  | 4-1  | 1-2  | 1-0  | 2-0  | 0-0  | 0-3  | 1-1  | 0-0  | 3-0  | 2-3  | 1-1  |
| Arcella Padova            | 4-0  | 2-0  | –––– | 0-0  | 0-1  | 3-1  | 1-3  | 1-1  | 1-0  | 1-0  | 2-1  | 0-1  | 2-2  | 3-1  | 1-1  | 0-2  |
| Chiampo                   | 2-2  | 0-1  | 2-1  | –––– | 3-1  | 1-2  | 2-1  | 1-0  | 2-3  | 1-2  | 0-1  | 1-1  | 3-0  | 0-1  | 0-4  | 2-0  |
| Limena                    | 0-0  | 1-0  | 2-1  | 0-2  | –––– | 0-1  | 2-2  | 1-4  | 1-1  | 3-0  | 4-3  | 2-0  | 1-2  | 1-0  | 0-0  | 0-2  |
| Longare Castegnego        | 1-0  | 1-0  | 0-3  | 1-0  | 2-2  | –––– | 1-1  | 2-2  | 1-4  | 1-1  | 2-0  | 0-1  | 2-2  | 0-1  | 1-1  | 1-1  |
| Mestrinorubano            | 3-2  | 3-0  | 0-4  | 0-0  | 0-1  | 0-0  | –––– | 1-0  | 2-2  | 2-1  | 0-0  | 0-1  | 1-2  | 1-1  | 1-3  | 1-0  |
| Montorio                  | 4-0  | 3-5  | 0-2  | 2-1  | 1-2  | 1-1  | 0-2  | –––– | 1-0  | 3-0  | 0-2  | 1-0  | 1-2  | 2-1  | 0-1  | 3-0  |
| Mozzecane                 | 4-3  | 3-2  | 0-1  | 0-0  | 1-4  | 2-1  | 2-1  | 2-1  | –––– | 2-1  | 1-1  | 2-1  | 3-1  | 1-0  | 0-5  | 0-1  |
| Oppeano                   | 2-2  | 1-0  | 1-0  | 1-0  | 0-3  | 2-1  | 2-2  | 1-0  | 1-1  | –––– | 1-2  | 1-1  | 0-1  | 1-0  | 0-1  | 2-2  |
| Porto Viro                | 0-1  | 1-0  | 0-2  | 1-1  | 0-0  | 1-2  | 0-2  | 1-2  | 1-2  | 0-1  | –––– | 0-1  | 2-1  | 0-1  | 0-1  | 2-0  |
| Pozzonovo                 | 0-1  | 0-2  | 2-3  | 0-0  | 1-1  | 0-1  | 1-2  | 0-0  | 0-1  | 1-0  | 0-0  | –––– | 1-0  | 1-0  | 1-0  | 1-1  |
| Real Valpolicella         | 1-3  | 3-0  | 0-2  | 2-1  | 2-2  | 2-1  | 3-0  | 0-0  | 0-0  | 0-2  | 0-0  | 1-2  | –––– | 0-1  | 0-4  | 0-2  |
| Schio Calcio              | 0-3  | 2-3  | 1-0  | 1-0  | 2-1  | 1-0  | 2-0  | 1-2  | 2-1  | 4-0  | 5-0  | 0-1  | 1-1  | –––– | 1-1  | 1-2  |
| Unione La Rocca Altavilla | 2-2  | 0-0  | 5-0  | 1-2  | 2-0  | 2-1  | 3-2  | 3-2  | 1-0  | 0-1  | 3-1  | 1-0  | 0-0  | 3-1  | –––– | 3-0  |
| Villafranca Veronese      | 1-1  | 2-2  | 1-1  | 1-0  | 0-0  | 4-1  | 2-2  | 0-2  | 1-0  | 1-0  | 0-1  | 4-2  | 2-0  | 2-1  | 0-0  | –––– |

#### Play-out
|                    | Risultati |                    | Luogo e data   |
| ------------------ | --------- | ------------------ | -------------- |
| Porto Viro         | 1-0       | Real Valpolicella  | 27 aprile 2025 |
| Chiampo            | 2-0       | Longare Castagnero | 27 aprile 2025 |
|                    |           |                    |                |
| Real Valpolicella  | 1 - 2 dts | Porto Viro         | 4 maggio 2025  |
| Longare Castagnero | 0-4       | Chiampo            | 4 maggio 2025  |

## Girone B

### Squadre partecipanti
| Club                           | Città                          | Stadio                            | Stagione precedente                |
| ------------------------------ | ------------------------------ | --------------------------------- | ---------------------------------- |
| Borgo Valbelluna Calcio A.S.D. | Borgo Valbelluna (BL)          | Stadio Comunale                   | 2º posto in Promozione/D, promosso |
| Cavarzano Belluno A.S.D.       | Belluno (Cavarzano)            | Stadio "Camp de Nogher"           | 14º posto in Eccellenza/B          |
| F.C.D. Conegliano 1907         | Conegliano (TV)                | Stadio "Narciso Soldan"           | 4º posto in Eccellenza/B           |
| Eclisse CareniPievigina        | Pieve di Soligo (TV)           | Stadio "Raffaele d'Agostin"       | 10º posto in Eccellenza/B          |
| Giorgione 1911                 | Castelfranco Veneto (TV)       | Stadio "Giuseppe Ostani"          | 8º posto in Eccellenza/B           |
| Godigese A.S.D.                | Castello di Godego (TV)        | Stadio Comunale                   | 3º posto in Eccellenza/B           |
| Julia Sagittaria A.C.D.        | Concordia Sagittaria (VE)      | Stadio "Bruno Fiorin"             | 1º posto in Promozione/D, promosso |
| Liapiave                       | San Polo di Piave (TV)         | Stadio "Giovanni Giol"            | 12º posto in Eccellenza/B          |
| LiventinaOpitergina            | Motta di Livenza e Oderzo (TV) | Stadio "Opitergium" (Oderzo)      | 9º posto in Eccellenza/B           |
| Marosticense                   | Marostica (VI)                 | Stadio Comunale "Virgilio Maroso" | 2º posto in Promozione/B, promosso |
| Portomansuè                    | Portobuffolé e Mansuè (TV)     | Stadio Comunale (Mansuè)          | 5º posto in Eccellenza/B           |
| Sandonà 1922                   | San Donà di Piave (VE)         | Stadio Verino Zanutto             | 2º posto in Eccellenza/B           |
| Spinea 1966                    | Spinea (VE)                    | Stadio "Salvador Allende"         | 11º posto in Eccellenza/B          |
| Union Eurocassola A.R.L.       | San Giuseppe di Cassola (VI)   | Stadio Comunale                   | 13º posto in Eccellenza/A          |
| United Borgoricco Campetra     | Camposampiero (PD)             | Stadio "Emanuele Mason"           | 7º posto in Eccellenza/B           |
| Vittorio Falmec SM Colle       | Vittorio Veneto (TV)           | Stadio "Paolo Barison"            | 6º posto in Eccellenza/B           |

### Classifica
Aggiornata al 13 maggio 2025
|  | Pos. | Squadra                    | Pt | G  | V  | N  | P  | GF | GS  | DR   |
|  | ---- | -------------------------- | -- | -- | -- | -- | -- | -- | --- | ---- |
|  | 1.   | Conegliano                 | 63 | 30 | 18 | 9  | 3  | 70 | 29  | +41  |
|  | 2.   | Sandonà                    | 62 | 30 | 18 | 8  | 4  | 59 | 15  | +44  |
|  | 3.   | Vittorio SMC               | 54 | 30 | 15 | 9  | 6  | 49 | 32  | +17  |
|  | 4.   | Godigese                   | 54 | 30 | 15 | 9  | 6  | 45 | 23  | +22  |
|  | 5.   | United Borgoricco Campetra | 54 | 30 | 16 | 6  | 8  | 46 | 25  | +21  |
|  | 6.   | Portomansuè                | 50 | 30 | 13 | 11 | 6  | 59 | 29  | +30  |
|  | 7.   | Giorgione                  | 50 | 30 | 15 | 5  | 10 | 50 | 31  | +19  |
|  | 8.   | Pievigina                  | 46 | 30 | 13 | 7  | 10 | 44 | 29  | +15  |
|  | 9.   | Cavarzano Belluno          | 43 | 30 | 13 | 4  | 13 | 49 | 45  | +4   |
|  | 10.  | LiventinaOpitergina        | 41 | 30 | 11 | 8  | 11 | 37 | 31  | +6   |
|  | 11.  | Borgo Valbelluna           | 39 | 30 | 11 | 6  | 13 | 45 | 36  | +9   |
|  | 12.  | Marosticense               | 38 | 30 | 10 | 8  | 12 | 40 | 44  | -4   |
|  | 13.  | Liapiave                   | 34 | 30 | 9  | 7  | 14 | 32 | 39  | -7   |
|  | 14.  | Julia Sagittaria           | 30 | 30 | 8  | 6  | 16 | 42 | 54  | -12  |
|  | 15.  | Eurocassola (-2)           | 5  | 30 | 2  | 1  | 27 | 21 | 86  | -65  |
|  | 16.  | Spinea (-1)                | 2  | 30 | 1  | 0  | 29 | 5  | 145 | -140 |

Legenda:
       Promosso in Serie D 2025-2026.
       ammesso agli spareggi nazionali.
 ammesso ai play-off o ai play-out.
       Retrocesso in Promozione 2025-2026.
Regolamento:
Tre punti a vittoria, uno a pareggio, zero a sconfitta.
In caso di arrivo di due o più squadre a pari punti, la graduatoria verrà stilata secondo la classifica avulsa tra le squadre interessate che prevede, in ordine, i seguenti criteri:
- Punti negli scontri diretti.
- Differenza reti negli scontri diretti.
- Differenza reti generale.
- Reti realizzate in generale.
- Sorteggio.

#### Play-out
|                  | Risultati |                  | Luogo e data   |
| ---------------- | --------- | ---------------- | -------------- |
| Julia Sagittaria | 1-2       | LiaPiave         | 27 aprile 2025 |
|                  |           |                  |                |
| LiaPiave         | 1-4 dts   | Julia Sagittaria | 4 maggio 2025  |

## Risultati

### Tabellone
- Aggiornato al settembre 2024

|                            | Bor  | Cav  | Con  | Ecl  | Gio  | God  | Jul  | Lia  | Liv  | Mar  | Por  | San  | Spi  | UEu  | UBo  | VFC  |
| -------------------------- | ---- | ---- | ---- | ---- | ---- | ---- | ---- | ---- | ---- | ---- | ---- | ---- | ---- | ---- | ---- | ---- |
| Borgo Valbelluna           | –––– | -    | -    | -    | -    | -    | -    | -    | -    | -    | -    | -    | -    | -    | -    | -    |
| Cavarzano Belluno          | -    | –––– | -    | -    | -    | -    | -    | -    | -    | -    | -    | -    | -    | -    | -    | -    |
| Conegliano 1907            | -    | -    | –––– | -    | -    | -    | -    | -    | -    | -    | -    | -    | -    | -    | -    | -    |
| Eclisse CareniPievigina    | -    | -    | -    | –––– | -    | -    | -    | -    | -    | -    | -    | -    | -    | -    | -    | -    |
| Giorgione 1911             | -    | -    | -    | -    | –––– | -    | -    | -    | -    | -    | -    | -    | -    | -    | -    | -    |
| Godigese                   | -    | -    | -    | -    | -    | –––– | -    | -    | -    | -    | -    | -    | -    | -    | -    | -    |
| Julia Sagittaria           | -    | -    | -    | -    | -    | -    | –––– | -    | -    | -    | -    | -    | -    | -    | -    | -    |
| Liapiave                   | -    | -    | -    | -    | -    | -    | -    | –––– | -    | -    | -    | -    | -    | -    | -    | -    |
| LiventinaOpiterina         | -    | -    | -    | -    | -    | -    | -    | -    | –––– | -    | -    | -    | -    | -    | -    | -    |
| Marosticense               | -    | -    | -    | -    | -    | -    | -    | -    | -    | –––– | -    | -    | -    | -    | -    | -    |
| Portomansuè                | -    | -    | -    | -    | -    | -    | -    | -    | -    | -    | –––– | -    | -    | -    | -    | -    |
| Sandonà 1922               | -    | -    | -    | -    | -    | -    | -    | -    | -    | -    | -    | –––– | -    | -    | -    | -    |
| Spinea 1966                | -    | -    | -    | -    | -    | -    | -    | -    | -    | -    | -    | -    | –––– | -    | -    | -    |
| Union Eurocassola          | -    | -    | -    | -    | -    | -    | -    | -    | -    | -    | -    | -    | -    | –––– | -    | -    |
| United Borgoriccocampietra | -    | -    | -    | -    | -    | -    | -    | -    | -    | -    | -    | -    | -    | -    | –––– | -    |
| Vittorio Falmec SM Colle   | -    | -    | -    | -    | -    | -    | -    | -    | -    | -    | -    | -    | -    | -    | -    | –––– |